# Echinoaesalus sabahensis
Echinoaesalus sabahensis es una especie de coleóptero de la familia Lucanidae.

## Distribución geográfica
Habita en Sabah (Indonesia).